# 狙击波蠕虫
狙击波蠕虫（又称Zotob、Rbot.cbq、Rbot.ebq）是一個電腦蠕蟲，感染對象主要是微軟的Windows XP以及Windows 2000作業系統。该病毒利用了微软公司于2005年8月9日公布的编号为MS05－039的隨插即用中的漏洞，通过TCP端口445散布。从漏洞的发布到病毒的出现仅用了七天左右的时间。病毒的破坏有：频繁重启系统，在系统中留后门，阻止安装在系统中的反病毒软件升级。這个電腦蠕蟲目前已出現多個變種，並使部份地區的網上通訊開始癱瘓。

## 狙击波蠕虫變種的特色
狙击波蠕虫系列的變種在2005年8月出現，特色是會不斷使受影響的電腦重新啟動（soft reboot）。最大規模的爆發在2005年8月16日出現，並使多個跨國企業，包括著名新聞網絡CNN的網絡系統不能正常運作。而CNN亦因為這件事而把Rbot爆發的消息放在他們的新聞裡。

## 参看
- 電腦蠕蟲

## 外部連結

### 有關保安漏洞的資訊
- Microsoft 安全公告 MS05-039 （页面存档备份，存于）
- Microsoft 安全通报 (899588) （页面存档备份，存于）
- US Cert Vulnerability Note VU#998653 （页面存档备份，存于） (US-CERT)
- Secunia Advisory SA16372 （页面存档备份，存于） (Secunia)
- CAN-2005-1983 （页面存档备份，存于） (Common Vulnerabilities and Exposures)
- Bugtraq ID 14513 （页面存档备份，存于） (SecurityFocus)

### 有關電腦蠕蟲的資訊
- Zotob 须知 （页面存档备份，存于）（微軟）
- 下載W32.Zotob移除工具（賽門鐵克）
- WORM_ZOTOB.D （页面存档备份，存于） (Trend Micro)
- Zotob.A （页面存档备份，存于） (F-Secure)
- Zotob.C （页面存档备份，存于） (F-Secure)
- WORM_RBOT.CBR （页面存档备份，存于） (Trend Micro)

### 有關本蠕蟲的新聞
- 腾讯狙击波蠕虫专题页面 （页面存档备份，存于）
- 新浪狙击波蠕虫专题页面 （页面存档备份，存于）
- BBC News （页面存档备份，存于） Windows 2000 worm hits US firms
- BBC News （页面存档备份，存于） Windows 2000 bug starts virus war
- New York Times （页面存档备份，存于） Virus Attacks Windows Computers at Companies
- CNN （页面存档备份，存于） Worm strikes down Windows 2000 systems
- MSNBC （页面存档备份，存于） Computer worms strike media outlets
- Reuters Computer virus hits U.S media outlets
- Business Week （页面存档备份，存于） Windows users battle new computer worm
- Slashdot （页面存档备份，存于） Zotob Worm Hits CNN and Goes Global
- Information Week （页面存档备份，存于） Zotob Proves Patching "Window" Non-Existent